# Las vengadoras de Grimm
Las vengadoras de Grimm es una película perteneciente al género de aventuras y de acción de fantasía estadounidense del año 2015 escrita, coeditada y dirigida por Jeremy M. Inman. La película, producida por la compañía cinematográfica de género B The Asylum, está protagonizada por Casper Van Dien, Lou Ferrigno, Kimo Leopoldo, Lauren Parkinson, Milynn Sarley, Marah Fairclough, Rileah Vanderbilt y Elizabeth Peterson.
La película es una parodia cinematográfica de la película de superhéroes de Marvel Studios Los Vengadores y la serie de televisión ABC Once Upon a Time.

## Argumento
Blancanieves y el reino del Príncipe Azul están siendo atacados por el ejército de esclavos con el cerebro lavado de Rumpelstiltskin. Después de matar al príncipe, Rumpel confronta a Nieves en la sala del trono; él quiere acceso al Espejo Mágico, que puede actuar como un portal a una tierra sin magia, donde puede reinar sin ser desafiado. Se produce una pelea, lo que hace que caigan a través del portal del espejo y al otro mundo. Más tarde, llegan Cenicienta, la Bella Durmiente y Rapunzel, señalando el tiempo que ha pasado desde la batalla, y cómo el tiempo del otro mundo se mueve mucho más rápido que el de ellos; a ellos se une la Caperucita Roja, que está rastreando a la mano derecha de Rumpelstiltskin, el Lobo. Habiendo sobrevivido a la batalla, el lobo los ataca; aborda a Roja en el espejo, rompiéndolo e incrustando un fragmento en el hombro, las princesas los siguen.
Llegan a Los Ángeles, pero descubren que Roja y el lobo no se encuentran por ningún lado. Intentan buscar a Blancanieves, solo para encontrarse con hostilidad en un bar; ellos son rápidamente rescatados por Blanca, quien se ha convertido en un luchador por la libertad en los seis meses que han pasado. Ella los lleva a su escondite, explicando que Rumpelstiltskin ha logrado ganar algo de poder al convertirse en el alcalde Heart; continúa lavando el cerebro del pueblo en secreto, reconstruyendo su ejército de esclavos. Las princesas le cuentan a Nieves sobre el fragmento del espejo mágico que tiene Roja, y se dan cuenta de que es la única forma de volver a casa. Nieves les entrega revistas de moda, diciéndoles que se mezclen.
Roja continúa rastreando al Lobo, pero termina incurriendo en la ira del líder de la banda local "Iron" John; John cree en el orden y no tolera el caos. Roja, Lobo y John son arrestados, aunque Roja se escapa y eventualmente es rescatada en una batalla subsiguiente por sus amigos. El Alcalde Heart le hace una visita a John y Lobo, liberando al lobo y prometiéndole a John "orden"; transforma a John en un hombre de hierro acorde con su apodo. Logran rastrear al grupo de Blanca, lo que resulta en una pelea en la que Roja y Nieves son capturados por Heart. Le lava el cerebro a Roja sometiéndola a la esclavitud, ya que las princesas son inmunes, y trata de seducir a Nieves para que sea su reina cuando se haga cargo del mundo. Rechazado, Heart usa su magia para amplificar el poder del fragmento y abre un portal a la tierra de los cuentos de hadas.
Cenicienta pelea con Roja, logrando que Roja recuerde su verdadero yo. Iron John ve que Heart le mintió y destroza el fragmento, sacrificándose para cerrar el portal. Nieves y Heart pelean de nuevo. Heart muere, y Nieves se congela como resultado de sus poderes, evitándole una muerte segura. Las princesas y Roja deciden buscar otra forma de llegar a casa y ayudar con la salvación de Nieves.

## Reparto
- Casper Van Dien como Rumpelstiltskin.[4]
- Lou Ferrigno como Iron John.
- Kimo Leopoldo como El Lobo.
- Lauren Parkinson como Blancanieves.
- Milynn Sarley como Cenicienta.
- Marah Fairclough como Bella Durmiente.
- Rileah Vanderbilt como Rapunzel.
- Elizabeth Peterson como Roja.
- Justine Herron como Jessica.
- Jonathan Medina como Jack.
- Daniel Nemes como Oficial Ernst.
- Henry Brown como Oficial LaGuardia.

## Lanzamiento
Las vengadoras de Grimm fue lanzada directamente al DVD el 14 de abril de 2015 en los Estados Unidos. Se cargó en el servicio Instant Streaming de Netflix en junio del 2015.

## Recepción crítica
Al igual que muchas de las "parodias cinematográficas" de The Asylum, la película recibió críticas universalmente negativas.

## Secuelas
Las vengadoras de Grimm recibió una secuela directa en el año 2018 a través de llamada Las vengadoras de Grimm: tiempos de guerra, mientras que también obtuvo una derivación libre a través de Escuadrón Siniestro en el año 2016.